# 菅源三郎
菅源三郎（かん げんざぶろう、1883年（明治16年）2月24日 - 1942年（昭和17年）5月20日）は、日本の航海士、船長。

## 概要
1883年、愛媛県越智郡歌仙村（現在の菊間町）で生まれる。愛媛県の松尾尋常小学校、旧制西条中学校（現愛媛県立西条高等学校）を経て1908年に商船学校を卒業し、日本郵船に入社。その後日本郵船の外国航路の乗組船員として熱田丸、阿波丸などの乗務に就く。1916年に甲種船長免状を取得した後に三菱合資会社、近海郵船へ移籍して日華連絡航路、日台連絡航路の乗務に従事し、1939年に東亜海運に移って上海航路の乗務に就いた。
第二次世界大戦時に定期船長崎丸の船長として海軍の捜索要請に協力、揚子江河口にてアメリカの客船「プレジデント・ハリソン」を発見し、これを追跡して座礁させた。
1942年5月17日に長崎丸が長崎港外で機雷に接触して沈没をする際に、菅は船長として最後まで船橋にあって指揮を取った。菅は救出され、軍側の伝達不足が原因で長崎丸側の責任は無いとされた。しかし、長崎丸の死者13名と行方不明26名という惨事の責任をとって、3日後の5月20日に東亜海運長崎支店ビルの屋上で割腹自決を遂げた。59歳没。
没後の菅は今治市の厳島神社に祀られた他、母校である愛媛県立西条高等学校には胸像が、東京海洋大学海洋工学部の越中島キャンパス（東京都江東区）に石像がそれぞれ建立されている。